# Lista de aeroportos do Nepal
Esta é uma lista de aeroportos do Nepal, classificados por localidade. Os aeroportos destacados em negrito possuem serviço regular de passageiros em linhas aéreas comerciais.
| Localidade               | Distrito      | ICAO | IATA | Nome do aeroporto                 | Coordenadas                 |
| ------------------------ | ------------- | ---- | ---- | --------------------------------- | --------------------------- |
| Baglung                  | Baglung       | VNBL | BGL  | Aeroporto de Balewa               | 28° 12' 46" N 83° 39' 59" E |
| Baitadi                  | Baitadi       | VNBT | BIT  | Aeroporto de Patan                | 29° 27' 50" N 80° 32' 58" E |
| Bajhang                  | Bajhang       | VNBG | BJH  | Aeroporto de Bajhang              | 29° 32' 18" N 81° 11' 02" E |
| Bajura                   | Bajura        | VNBR | BJU  | Aeroporto de Bajura               | 29° 30' 10" N 81° 40' 10" E |
| Bhadrapur / Chandragadhi | Jhapa         | VNCG | BDP  | Aeroporto de Bhadrapur            | 26° 34' 14" N 88° 04' 45" E |
| Siddharthanagar          | Rupandehi     | VNBW | BWA  | Aeroporto Gautam Buddha           | 27° 30' 20" N 83° 24' 58" E |
| Bharatpur                | Chitwan       | VNBP | BHR  | Aeroporto de Bharatpur            | 27° 40' 41" N 84° 25' 46" E |
| Bhojpur                  | Bhojpur       | VNBJ | BHP  | Aeroporto de Bhojpur              | 27° 08' 51" N 87° 03' 03" E |
| Biratnagar               | Morang        | VNVT | BIR  | Aeroporto de Biratnagar           | 26° 28' 53" N 87° 15' 50" E |
| Catmandu                 | Catmandu      | VNKT | KTM  | Aeroporto Internacional Tribhuvan | 27° 41' 47" N 85° 21' 32" E |
| Tulsipur                 | Dang          | VNDG | DNP  | Aeroporto de Dang                 | 28° 06' 40" N 82° 17' 39" E |
| Darchula                 | Darchula      | VNDL | DAP  | Aeroporto de Gokuleshwor          | 29° 40' 09" N 80° 32' 54" E |
| Dhangadhi                | Kailali       | VNDH | DHI  | Aeroporto de Dhangadhi            | 28° 45' 12" N 80° 34' 55" E |
| Dolpa                    | Dolpa         | VNDP | DOP  | Aeroporto de Dolpa                | 28° 59' 09" N 82° 49' 09" E |
| Dipayal                  | Doti          | VNDT | SIH  | Aeroporto de Silgadhi             | 29° 15' 47" N 80° 56' 10" E |
| Gorkha                   | Gorkha        | VNGK | GKH  | Aeroporto de Palungtar            | 28° 02' 15" N 84° 27' 57" E |
| Janakpur                 | Dhanusha      | VNJP | JKR  | Aeroporto de Janakpur             | 26° 42' 31" N 85° 55' 20" E |
| Jiri                     | Dolakha       | VNJI | JIR  | Aeroporto de Jiri                 | 27° 37' 45" N 86° 13' 45" E |
| Jomsom                   | Mustang       | VNJS | JMO  | Aeroporto de Jomsom               | 28° 46' 47" N 83° 43' 21" E |
| Chandannath              | Jumla         | VNJL | JUM  | Aeroporto de Jumla                | 29° 16' 26" N 82° 11' 23" E |
| Kamal Bazar              | Accham        |      |      | Aeroporto de Kamal Bazar          | 29° 03' 10" N 81° 20' 34" E |
| Kangel Danda             | Solukhumbu    | VNKL |      | Aeroporto de Kangel Danda         | 27° 24' 39" N 86° 38' 45" E |
| Khanidanda               | Khotang       | VNKD | KDN  | Aeroporto Man Maya                | 27° 10' 52" N 86° 46' 19" E |
| Khotang Bazar            | Khotang       | VNTH | TMK  | Aeroporto de Thamkharka           | 27° 02' 47" N 86° 51' 29" E |
| Lamidanda                | Khotang       | VNLD | LDN  | Aeroporto de Lamidanda            | 27° 15' 10" N 86° 40' 17" E |
| Langtang                 | Rasuwa        | VNLT | LTG  | Aeroporto de Langtang             | 28° 11' 56" N 85° 35' 11" E |
| Lukla                    | Solukhumbu    | VNLK | LUA  | Aeroporto Tenzing-Hillary         | 27° 41' 16" N 86° 43' 53" E |
| Bhimdatta                | Kanchanpur    | VNMN | XMG  | Aeroporto de Bhim Datta           | 28° 57' 48" N 80° 08' 53" E |
| Manang                   | Manang        | VNMA | NGX  | Aeroporto de Manang               | 28° 38' 29" N 84° 05' 09" E |
| Meghauli                 | Chitwan       | VNMG | MEY  | Aeroporto de Meghauli             | 27° 34' 37" N 84° 13' 42" E |
| Nepalgunj                | Banke         | VNNG | KEP  | Aeroporto de Nepalgunj            | 28° 06' 13" N 81° 40' 01" E |
| Phaphlu                  | Solukhumbu    | VNPL | PPL  | Aeroporto de Phaplu               | 27° 31' 05" N 86° 35' 04" E |
| Pokhara                  | Kaski         | VNPK | PKR  | Aeroporto de Pokhara              | 28° 12' 03" N 83° 58' 55" E |
| Rajbiraj                 | Saptari       | VNRB | RJB  | Aeroporto de Rajbiraj             | 26° 30' 30" N 86° 44' 15" E |
| Manthali                 | Ramechhap     | VNRC | RHP  | Aeroporto de Ramechhap            | 27° 23' 38" N 86° 03' 41" E |
| Parque Nacional de Rara  | Mugu          | VNT1 |      | Aeroporto de Talcha               | 29° 31' 18" N 82° 08' 49" E |
| Rolpa                    | Rolpa         | VNRP | RPA  | Aeroporto de Rolpa                | 28° 16' 03" N 82° 45' 23" E |
| Rukumkot                 | Rukum         | VNRK | RUK  | Aeroporto de Chaurjahari          | 28° 38' 15" N 82° 26' 59" E |
| Rumjatar                 | Okhladhunga   | VNRT | RUM  | Aeroporto de Rumjatar             | 27° 18' 13" N 86° 33' 02" E |
| Sanphebagar              | Accham        | VNSR | FEB  | Aeroporto de Sanphebagar          | 29° 14' 14" N 81° 12' 55" E |
| Simara                   | Bara          | VNSI | SIF  | Aeroporto de Simara               | 27° 09' 34" N 84° 58' 48" E |
| Simikot                  | Humla         | VNST | IMK  | Aeroporto de Simikot              | 29° 58' 16" N 81° 49' 08" E |
| Birendranagar            | Surkhet       | VNSK | SKH  | Aeroporto de Surkhet              | 28° 35' 09" N 81° 38' 07" E |
| Syangboche               | Solukhumbu    | VNSB | SYH  | Aeroporto de Syangboche           | 27° 48' 39" N 86° 42' 45" E |
| Taplejung                | Taplejung     | VNTJ | TPJ  | Aeroporto de Taplejung            | 27° 21' 04" N 87° 41' 44" E |
| Tikapur                  | Kailali       | VNTP | TPU  | Aeroporto de Tikapur              | 28° 31' 19" N 81° 07' 20" E |
| Tumlingtar               | Sankhuwasabha | VNTR | TMI  | Aeroporto de Tumlingtar           | 27° 18' 54" N 87° 11' 36" E |